# Bruno Santos
Bruno Santos (Lauro de Freitas, 17 de julho de 1987) é um lutador de MMA que compete atualmente na categoria dos Médios. Ele fez sua estreia no UFC em 2013 no UFC Fight Night: Hunt vs. Pezão.

## Carreira no MMA

### Início da carreira
Santos enfrentou Danilo Pereira em 29 de agosto de 2009, no Win Fight & Entertainment 4 pelo WFE Middleweight Championship, vencendo por decisão unânime.

### Bellator MMA
Invicto em 12-0, Santos fez o sua esteia no Bellator contra Giva Santana no Bellator 61 em 16 de março de 2012. Embora em desvantagem considerável entrando na luta, Santos venceu a luta por decisão unânime, mantendo-se invicto em seu cartel.

### Ultimate Fighting Championship
Pouco mais de um ano depois de sua vitória sobre o Giva Santana, Santos assinou com o UFC e fez sua estreia contra o também recém-chegado Krzysztof Jotko em dezembro de 2013, no UFC Fight Night: Hunt vs. Pezão. Santos perdeu a luta por decisão unânime.
Santos enfrentou Chris Camozzi no UFC 175 no dia 5 de Julho de 2014. Santos venceu a luta por decisão dividida.
Santos foi derrotado por decisão unânime pelo campeão do TUF Nations, Elias Theodorou no UFC Fight Night: MacDonald vs. Saffiedine em 4 de Outubro de 2014. Dias após a derrota, Santos foi demitido do UFC.

## Campeonatos e realizações
- Win Fight & Entertainment
  - WFE Middleweight Championship (Uma vez)

## Cartel no MMA
| Cartel no MMA   |             |            |
| 23 lutas        | 18 vitórias | 4 derrotas |
| Por nocaute     | 1           | 2          |
| Por finalização | 1           | 0          |
| Por decisão     | 16          | 2          |
| Empates         | 1           | 1          |
| No contest      | 0           | 0          |

| Res.    | Cartel | Oponente                        | Método                               | Evento                                           | Data                    | Round | Tempo | Local                     | Notas                              |
| ------- | ------ | ------------------------------- | ------------------------------------ | ------------------------------------------------ | ----------------------- | ----- | ----- | ------------------------- | ---------------------------------- |
| Derrota | 18-4-1 | Artem Frolov                    | Nocaute (Soco)                       | ACA 104: Goncharov vs. Valha                     | 21 de Fevereiro de 2020 | 1     | 2:56  | Krasnodar                 |                                    |
| Derrota | 18-3-1 | Vyacheslav Babkin               | Nocaute Técnico (Socos)              | ACA 97: Krasnodar                                | 31 de agosto de 2019    | 1     | 2:33  | Krasnodar                 |                                    |
| Empate  | 18-2-1 | Sadibou Sy                      | Empate (majoritário)                 | PFL 10: 2018 Season Playoffs 3                   | 20 de outubro de 2018   | 2     | 5:00  | Washington D.C.           |                                    |
| Vitória | 18-2   | John Howard                     | Decisão (unânime)                    | PFL 6: Regular Season 2018                       | 16 de agosto de 2018    | 3     | 5:00  | Atlantic City, New Jersey |                                    |
| Vitória | 17-2   | Sadibou Sy                      | Decisão (unânime)                    | PFL 3: 2018 Regular Season                       | 05 de julho de 2018     | 3     | 5:00  | Washington D.C.           |                                    |
| Vitória | 16-2   | Rex Harris                      | Decisão (unânime)                    | PFL: Everett                                     | 29 de julho de 2017     | 3     | 5:00  | Everett, Massachusetts    |                                    |
| Vitória | 15-2   | Vagab Vagabov                   | Decisão (dividida)                   | WSOF 34: Gaethje vs. Firmino                     | 31 de dezembro de 2016  | 3     | 5:00  | New York City, New York   |                                    |
| Derrota | 14-2   | Elias Theodorou                 | Decisão (unânime)                    | UFC Fight Night: MacDonald vs. Saffiedine        | 4 de outubro de 2014    | 3     | 5:00  | Halifax, Nova Scotia      |                                    |
| Vitóra  | 14-1   | Chris Camozzi                   | Decisão (dividida)                   | UFC 175: Weidman vs. Machida                     | 5 de julho de 2014      | 3     | 5:00  | Las Vegas, Nevada         |                                    |
| Derrota | 13–1   | Krzysztof Jotko                 | Decisão (unânime)                    | UFC Fight Night: Hunt vs. Pezão                  | 7 de dezembro de 2013   | 3     | 5:00  | Brisbane                  | Estreia no UFC.                    |
| Vitória | 13–0   | Giva Santana                    | Decisão (unânime)                    | Bellator 61                                      | 16 de março de 2012     | 3     | 5:00  | Bossier City, Louisiana   |                                    |
| Vitória | 12–0   | Paulo Henrique Garcia Rodrigues | Decisão (unânime)                    | WFE 10 - Platinum                                | 16 de setembro de 2011  | 3     | 5:00  | Salvador                  |                                    |
| Vitória | 11–0   | Julio Cesar dos Santos          | Decisão (unânime)                    | Bitetti Combat 9 - Middleweight Combat Cup       | 18 de junho de 2011     | 3     | 5:00  | Rio de Janeiro            |                                    |
| Vitória | 10–0   | Vitor Nobrega                   | Decisão (unânime)                    | Bitetti Combat 9 - Middleweight Combat Cup       | 18 de junho de 2011     | 2     | 5:00  | Rio de Janeiro            |                                    |
| Vitória | 9–0    | Angel Orellana                  | Decisão (unânime)                    | Bitetti Combat 9 - Middleweight Combat Cup       | 18 de junho de 2011     | 2     | 5:00  | Rio de Janeiro            |                                    |
| Vitória | 8–0    | Daniel Acácio                   | Decisão (unânime)                    | WFE 8 - Platinum                                 | 15 de dezembro de 2010  | 5     | 5:00  | Salvador                  |                                    |
| Vitória | 7–0    | Cristiano Lazzarini             | Decisão (unânime)                    | Brasil Fight 2 - Minas Gerais vs. Rio de Janeiro | 14 de agosto de 2010    | 3     | 5:00  | Belo Horizonte            |                                    |
| Vitória | 6–0    | Michele Verginelli              | Decisão (unânime)                    | WFE - Win Fight and Entertainment 5              | 21 de novembro de 2009  | 5     | 5:00  | Salvador                  |                                    |
| Vitória | 5–0    | Danilo Pereira                  | Decisão (unânime)                    | WFE - Win Fight and Entertainment 4              | 29 de agosto de 2009    | 5     | 5:00  | Salvador                  | Venceu o Título Peso Médio do WFE. |
| Vitória | 4–0    | Eder Jones                      | Decisão (unânime)                    | WFE - Win Fight and Entertainment 3              | 16 de março de 2009     | 3     | 5:00  | Salvador                  |                                    |
| Vitóra  | 3–0    | Neilson Gomes                   | Nocaute Técnico (interrupção médica) | WFE - Win Fight and Entertainment 1              | 18 de setembro de 2008  | 2     | 5:00  | Salvador                  |                                    |
| Vitória | 2–0    | Edilberto de Oliveira           | Decisão (unânime)                    | Prime - MMA Championship 2                       | 8 de março de 2008      | 3     | 5:00  | Salvador                  |                                    |
| Vitória | 1–0    | Cristiano Nuno                  | Finalização                          | Prime - MMA Championship                         | 1 de dezembro de 2007   | 2     |       | Salvador                  |                                    |

## References
1. ↑  «Win Fight & Entertainment 4 Results». Sherdog.com. 29 de agosto de 2009
2. ↑  «Bruno Santos vs. Giva Santana». tapology.com. 16 de março de 2012
3. ↑  «Bellator 61: Falcao Vs. Paraisy Live Results And Play By Play». bloodyelbow.com. 16 de março de 2012
4. ↑  «Krzysztof Jotko vs. Bruno Santos set for UFC Fight Night 33». bloodyelbow.com. 7 de outubro de 2013
5. ↑  «UFC Fight Night 33 results: Krzysztof Jotko outworks Bruno Santos to win debut». mmajunkie.com. 6 de dezembro de 2013
6. ↑  «Win Fight & Entertainment 4 Official Results». mixedmartialarts.com. 29 de agosto de 2009